# 多稜蛹筆螺
多稜蛹筆螺（学名：Costellaria polygona）为蛹筆螺科蛹筆螺屬下的一个种。